# Московское нумизматическое общество
Московское нумизматическое общество— общество нумизматов Москвы.

## История
Создано в 1888 году участниками кружка нумизматов при Московском археологическом обществе. Ещё 18 мая 1885 года, в заседании кружка впервые было решено выработать устав для будущего общества. В Комиссию по выработке устава первоначально вошли А. Д. Нечаев, О. И. Селецкий, А. А. Третьяков, В. К. Трутовский, Н. М. Турбин. Закончена выработка устава была к началу 1887 года. К этому времени в Комиссии работали В. Н. Акинфов, И. И. Горнунг, А. Д. Нечаев, Н. М. Турбин, Д. А. Ушаков. Устав был утверждён 17 марта 1888 года и 21 октября того же года в помещении канцелярии Исторического музея состоялось первое заседание общества, на котором кроме членом Комиссии присутствовали также П. А. Гуськов, А. М. Подшивалов и О. И. Селецкий. Кроме присутствующих действительными членами общества были признаны ещё 11 членов кружка нумизматов; всего — 19 человек. До 1890 года заседания проходили в помещении канцелярии Исторического музея, а затем — в помещении Московского археологического общества, а с 1898 года — в прежнем помещении.
С 1913 года состояло при Историческом музее. Среди членов общества (130 человек в 1913 году) — А. А. Бобринский, П. В. Зубов, Н. П. Лихачёв, А. А. Карзинкин, А. Д. Нечаев, А. В. Орешников), Л. А. Третьяков, С. И. Чижов.
Общество издавало свои «Труды…» (т. 1-3, 1893—1905) и «Нумизматический сборник» (т. 1-3, 1911—1915).
Председатели общества: Н. М. Турбин (1888—1889), В. К. Трутовский (1889—1898, 1904—1919), Ф. И. Прове (1898—1904).
В 1924 году общество прекратило существование, его нумизматическая коллекция и библиотека переданы Историческому музею.

### Новая история
В 1988 году общество было воссоздано (Председатель Правления — к.и.н. Герольд Александрович Щетинин).
С 1990 года общество стало издавать «Нумизматический сборник». К началу 2022 года выпущен 21 нумизматический сборник, каталоги медалей, наград и иных памятных знаков и жетонов по теме истории России и Общества, календари и прочее. По заказу Общества на монетных дворах Москвы и Санкт-Петербурга отчеканено разными тиражами и в разных металлах 70 настольных медалей, жетонов и знаков (в том числе наград общества).
С момента воссоздания в 1988 году  на 01.10.2022 г. было проведено более 20 нумизматических выставок. Члены Общества принимают участие во Всероссийских нумизматических и иных научных конференциях. 
С 30 октября 2022 года председатель Правления МНО — Мурман Моисеевич Якобашвили.